# Ida von Bodelschwingh

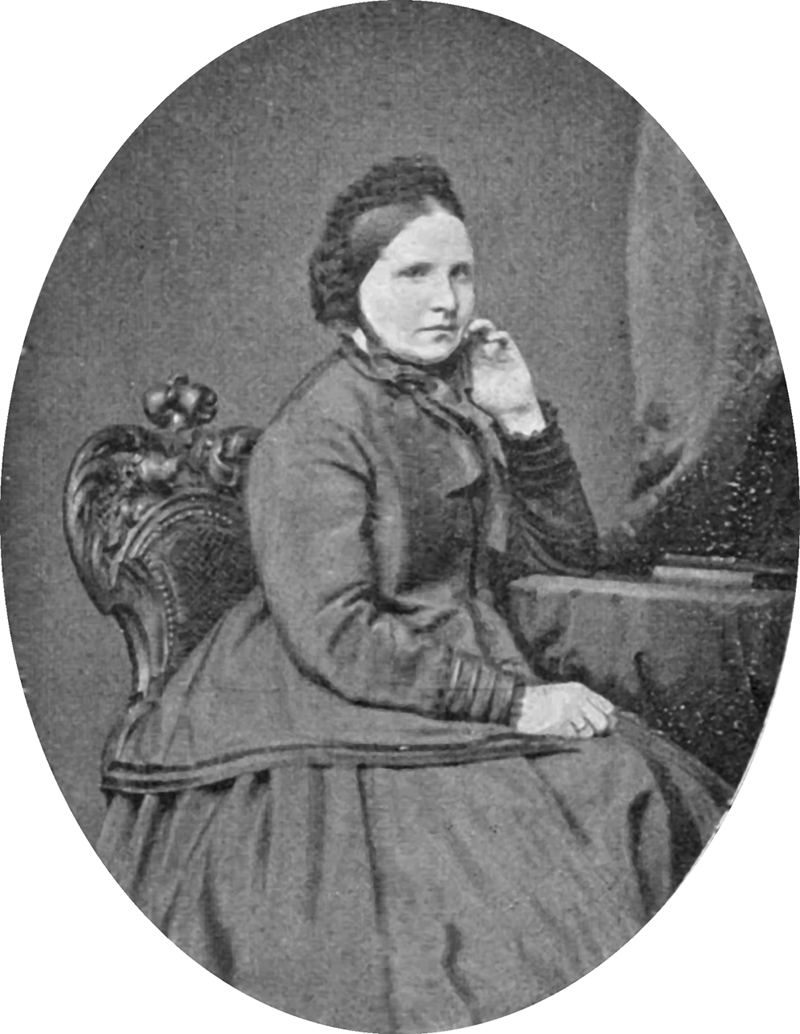
Ida von Bodelschwingh um 1865

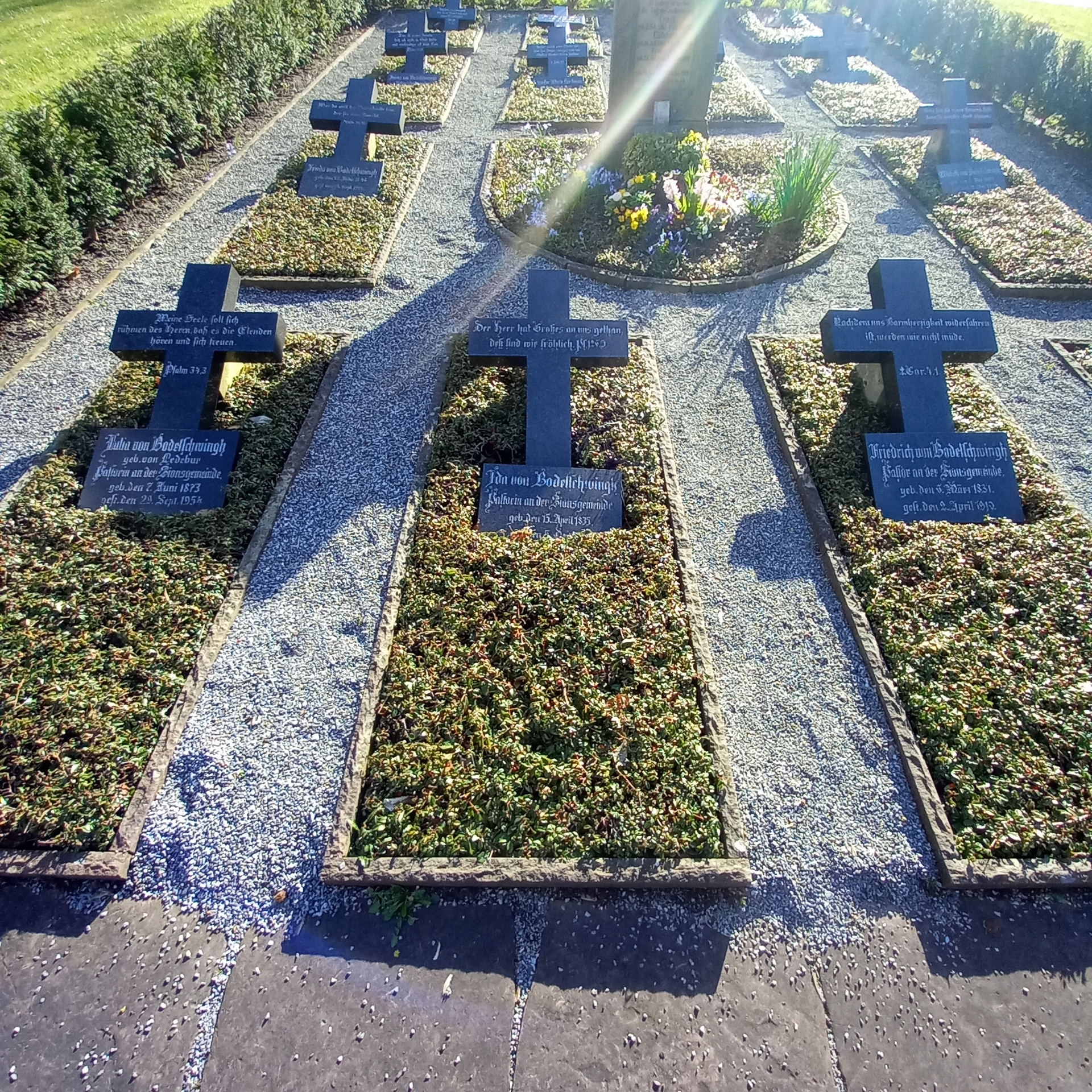
Das Grab von Ida von Bodelschwingh im Familiengrab auf dem Alten Zionsfriedhof Bethel in Bielefeld

Ida Friederize Caroline Luise Wilhelmine von Bodelschwingh, geborene von Bodelschwingh (* 15. April 1835 auf Haus Heyde bei Unna; † 5. Dezember 1894 in Lemgo) half an der Seite ihres Mannes Friedrich von Bodelschwingh mit, die weltbekannten v. Bodelschwinghschen Stiftungen Bethel aufzubauen.

## Herkunft
Idas Eltern entstammten beide altem westfälischen Adel. Ihr Vater Carl von Bodelschwingh (1800–1873) war zunächst sieben Jahre Landrat des Kreises Hamm, zu dem auch Unna gehörte, dann zwei Jahre Regierungspräsident in Arnsberg, insgesamt elf Jahre preußischer Finanzminister, darüber hinaus Landtags- und Reichstags-Abgeordneter sowie Vorsitzender des evangelischen Johanniterordens von Westfalen. Er war tief religiös, erzkonservativ, offenbar auch hilfsbereit und angenehm im persönlichen Umgang. Sie wohnten auf dem Wasserschloss Haus Heyde im heutigen Unna-Uelzen, soweit dies die beruflichen und politischen Tätigkeiten des Vaters erlaubten.
Idas Mutter Elise, geborene Freiin von Bodelschwingh-Plettenberg (1806–1889) stammte von dem Wasserschloss Haus Bodelschwingh im heutigen Dortmund-Bodelschwingh. Sie hatte elf Kinder, sieben Mädchen und vier Jungen, von denen allerdings das älteste schon mit knapp vier Jahren starb. Ida war das fünfte Kind. Zwei Söhne fielen 1866 in der Schlacht bei Königgrätz im Krieg gegen Österreich. Elise wurde später von einem der Biographen ihres berühmten Schwiegersohnes Friedrich geschildert als „Vorbild einer schlichten und sparsamen Hausfrau altpreußisch-aristokratischer Haltung, die streng auf Ordnung und Pünktlichkeit hielt und ganz in ihrem großen häuslichen Pflichtenkreis aufging“. Ihren Mann überlebte sie um 16 Jahre. Die Witwenjahre verbrachte sie mit den ledigen Töchtern auf Haus Heyde.

## Kindheit und Jugend
Ida (voller Vorname: Ida Friederize Caroline Luise Wilhelmine) wurde laut Kirchenbuch der reformierten Kirchengemeinde Unna am 15. April 1835 auf Haus Heyde geboren und am 29. April getauft. Konfirmiert wurde sie am 31. August 1851 in Arnsberg, wo ihr Vater Carl damals Regierungspräsident war und auch die Familie während dieser Zeit wohnte. Als Idas Vater Carl im Juli 1851 preußischer Finanzminister wurde, zog die Familie nach Berlin. Ihre Wohnung war dann für sieben Jahre die dritte Etage des preußischen Finanzministeriums nahe der Neuen Wache. Der Kontakt mit Uelzen und Unna riss aber nie ab. Im Sommer verbrachte die Familie jeweils längere Zeit auf Haus Heyde.
Zusammen mit ihrer Schwester Luise und einem kleinen Kreis von Freundinnen bekam sie in Berlin von einem Professor Privatunterricht in Geschichte und Literatur. Aufgrund ihrer musikalischen Begabung erhielt sie eine Klavierausbildung; auch Orgelspielen erlernte sie. Wie ihre übrigen Geschwister wurde sie sehr religiös erzogen. Besonderen Einfluss auf sie hatte der Erweckungsprediger Gustav Knak von der Pietistischen Gemeinschaft der Erweckten. Früh sozialdiakonisch tätig verteilte sie Werbebriefe für den „Marthahof“, eine neu gegründete Zufluchtsstätte für arbeitslose Mädchen in Berlin und nahm an der Armenpflege der Berliner Dom-Pfarrgemeinde teil. Ida wäre gern Diakonisse geworden, aber ihre schwankende Gesundheit ließ dies nicht zu.
Mit 22 Jahren erkrankte Ida erstmals für mehrere Monate schwer. Eine übertrieben starke Wasserkur wegen eines langwierigen Magenleidens hatte ihre Nerven zerrüttet. Auslösendes Moment war aber wohl, dass ihre Eltern ihrer Verlobung mit dem jungen Offizier und Generalssohn Wilhelm von Diest nicht zustimmen wollten. Seitdem war ihre nervliche Verfassung anfällig.

## Verlobung und Heirat
Am 8. Oktober 1860 verlobte sich Ida auf Haus Heyde mit ihrem Vetter Friedrich von Bodelschwingh (1831–1910), der ab 1858 in der Evangelischen Gemeinde unter den Deutschen in Paris als Pfarrer tätig war. Sie bestand vor allem aus den dort damals vielen deutschen Gastarbeitern. Ida und Friedrich kannten sich von Kind auf; ihre Väter waren Brüder und nacheinander preußische Finanzminister. Idas Familie lebte nach der ersten Amtszeit ihres Vaters als Minister ab 1858 wieder das ganze Jahr über auf Haus Heyde. Als Vetter Friedrich auf einer Kollekten-Reise vorbeikam, fand überraschend die Verlobung statt. Kurz vorher hatte Wilhelm von Diest sie freigegeben. Friedrich wusste bei seiner Verlobung über Idas labilen Gesundheitszustand genau Bescheid.
Bei der Verlobung schenkte ihm Ida ihren gesamten Gold- und Silberschmuck. Mit dem Verkaufserlös daraus und einer Anzahl weiterer Spenden konnte Friedrich für seine Pariser Gemeinde eine kleine Orgel anschaffen. Ida half dann in Paris häufig als Organistin aus und übte auch Lieder mit der Gemeinde ein. Laut einer Freundin war sie „eine Meisterin auf dem Klavier und eine große Freundin und Kennerin der kirchlichen Musik“.
Am 18. April 1861 fand die Hochzeit statt. Die kirchliche Trauung erfolgte in der nah gelegenen evangelischen Kirche in Heeren, die Hochzeitsfeier anschließend auf Haus Heyde.

## In Paris
Ende April 1861 zog Ida an die Wirkungsstätte ihres Mannes nach Paris zur so genannten Hügelkirche im Vorort Montmartre. Bei ihrer Übersiedlung stand die Kirche noch nicht; erst im August wurde der Grundstein gelegt. Daneben lag das Pfarrhaus, ein kleines, von drei Parteien bewohntes Holzhaus. Die Wohnung war eng und dürftig eingerichtet.
Ida war häufig für ihren Mann als Schreiberin tätig. Viel beschäftigt pflegte dieser den Großteil seiner umfangreichen Korrespondenz zu diktieren. Die Schreibarbeit war oft anstrengend und konnte bis in die Nacht hinein gehen. Später in Bethel hatte Friedrich zwar einen eigenen Stenographen; aber auch dann musste Ida noch manches Mal aushelfen, im Urlaub ohnehin.
In Paris wurde am 7. Februar 1863 das erste Kind geboren, ein Sohn namens Ernst, benannt nach Friedrichs schon 1854 verstorbenem Vater, dem ehemaligen preußischen Staatsminister Ernst von Bodelschwingh. Idas Mutter kam zur Geburt nach Paris.
Acht Tage nach der Geburt kam bei Ida eine schwere Wochenbett-Psychose zum Ausbruch. An der Taufe in der Hügelkirche nebenan konnte sie schon nicht mehr teilnehmen. Auf ärztliches Anraten fuhr sie – „todkrank“, wie ihr Mann später schrieb – zur Pflege nach Zehlendorf, wo sie schon früher wegen ihrer Krankheit gewesen war. Dort besserte sich ihr Befinden über Erwarten schnell, so dass sie Ende März 1863, etwa sechs Wochen nach der Entbindung, wieder gesund war.

## In Dellwig
Im Mai 1864 zog die Familie von Paris nach Dellwig um, gut 7 km südlich von Unna, wo Friedrich dann bis 1872 als Pfarrer tätig war. Er hatte in Paris verschiedene Stellenangebote erhalten, darunter sehr verlockende, aber keines angenommen. Als die Familie im Sommer 1863 nach Idas Wochenbettpsychose einen Monat auf Haus Heyde weilte, hatte Friedrich in Dellwig eine Predigt gehalten und wurde am 17. September des gleichen Jahres von der Gemeinde zum zweiten Pfarrer gewählt.
Wahrscheinlich hat Friedrich Idas wegen das Angebot aus dem kleinen Dellwig angenommen. Er hatte wohl befürchtet, dass sie bei ihrer Krankheitsanfälligkeit den Anstrengungen der immer größer werdenden Gemeinde in Paris nicht gewachsen war. Zudem lag Dellwig nur 10 km von Haus Heyde, Idas Elternhaus, entfernt.
In Dellwig wohnte die Familie zunächst für sechs Jahre im ehemaligen Pfarrwitwenhaus. Wie Sohn Gustav später schrieb, „mochte es damals wohl das bescheidenste Pfarrhaus gewesen sein, das in der ganzen Grafschaft Mark zu finden war“. Offenbar verlebte die Familie in Dellwig zunächst eine glückliche Zeit. Drei Kinder wurden dort geboren: Elisabeth, Friedrich und Karl. Ida unterstützte ihren Mann in seinem Amt. Wie ihr Sohn Gustav später berichtete, „begleitete Ida ihn am Sonntagnachmittag auf die Kindtauffeste, auf denen bis dahin noch so manche Unsitte herrschte. Oft ging die Pastorin auch allein in die Häuser, und ihr schlichtes, heiteres und doch so entschlossenes Wort fand manche gute Stätte. In der Woche aber versammelte sie die Frauen und Töchter der Gemeinde um einige große Kannen Kaffee und einige Teller mit Zwiebäcken und nähte mit ihnen zusammen für die Armen und die Kinder ihrer früheren Pariser Gemeinde“.

### Tod der Kinder
Dann schlug 1869, nach knapp fünf Jahren in Dellwig, das Schicksal zu. Innerhalb von zwölf Tagen starben alle vier Kinder an Keuchhusten verbunden mit einer ansteckenden Lungenentzündung. Ihre vier Gräber sind noch heute auf dem Dellwiger Friedhof zu sehen: weiße Marmor-Kreuze von unterschiedlicher Größe entsprechend ihrem Lebensalter.
Der Tod der Kinder nahm Ida sehr mit. Sohn Gustav berichtete später: „Der Mutter fingen seit der Zeit die Haare an auszufallen, und noch nach einem Jahr zitterte ihre Hand beim Schreiben. Oft stand sie schluchzend an den Gräbern, und ihren Mann sah man eines Tages mit einem Brett und vier Pfählen zum Kirchhof gehen, um an der stillen Stelle, wo die vier Gräber lagen, eine kleine Bank zu machen, damit er dort mit der Mutter zugleich nachdenken könne, was Gott ihnen durch solches Leid sagen wollte.“
Noch im September desselben Jahres wurde Ida erneut von einem Kind entbunden, das den Namen Wilhelm erhielt. Wilhelm hatte eine Form der Lippen-Kiefer-Gaumen-Spalte, die ihm in der sechsten Woche nach der Geburt vernäht wurde, und war als Kind häufig krank. Im Dezember 1870 wurde ein Sohn tot geboren. Später folgten aber drei gesunde Geburten: Gustav, Frieda und Fritz. Wie die verstorbenen Kinder waren es ebenfalls drei Jungen und ein Mädchen. Alle drei Jungen wurden Theologen wie ihr Vater.

## In Bethel
Am 25. Januar 1872 zog die Familie nach (Bielefeld-)Bethel um. Friedrich übernahm dort die Leitung einer „Heil- und Pflegeanstalt für Epileptische“ und eines Diakonissenmutterhauses. Beide waren dort wenige Jahre zuvor gegründet worden. Bei der Ankunft der Bodelschwinghs war die Epilepsie-Anstalt noch klein: 25 Pfleglinge, die Hauseltern sowie drei Wärter und eine Wärterin. Die Errichtung eigener Anstalten für Epileptiker war damals noch ganz neu und ein erheblicher Fortschritt. Bis dahin wurden Epileptiker meist in Irrenanstalten untergebracht.

### Seine beste Gehilfin
Eine der großen Baumaßnahmen, die Friedrich und Ida in Bethel realisierten, war die Zionskirche Bethel mit Sitzplätzen für 1.600 Personen. Ida, neben „Vater Bodelschwingh“ als die „Mutter“ von Bethel angesehen, dürfte am Bau der Kirche erheblichen Anteil gehabt haben. Bei der Grundsteinlegung am 16. Juli 1883, an der auch der Kronprinz, der spätere Kaiser Friedrich III. teilnahm, wurde dies deutlich: Nachdem der Thronfolger drei Hammerschläge auf dem Grundstein ausgeführt hatte und der Superintendent und die Vorstandsmitglieder seinem Beispiel gefolgt waren, reichte er – wie berichtet wird – „zuletzt noch persönlich den Hammer der Pastorin von Bodelschwingh, damit sie als Gehilfin ihres Mannes auch Teil an diesem Friedenswerke nehme“.
Jeden Nachmittag gingen Friedrich, wenn er zu Hause war, und Ida gemeinsam durch die Anstalt und besprachen, was zu erledigen war. Ida konnte dabei durchaus anderer Meinung als ihr Mann sein, wenn auch dafür nur wenige Anhaltspunkte überliefert sind. Sie sah die Dinge wohl manchmal nüchterner als er. So wird an ihr von ihrem Sohn Gustav neben der „köstlichen Unmittelbarkeit und dem blitzenden Humor“ gerühmt, dass sie „meist den Kern der Sache sah und mitten ins Schwarze traf“. Sie wollte auch, dass Friedrich sich stärker um die Schwestern in Bethel kümmerte als um die „Brüder von der Landstraße“ und andere Sozialprojekte. In der von ihrer Freundin Caroline von Zacha verfassten Biographie über ihr Wirken in Bethel heißt es immer wieder: „Sie war uns die Mutter“ und „Sie war seine beste Gehilfin.“
Über ihre Kleidung als Pastorin von Bethel berichtet Sohn Gustav: „Sie selbst war ein Vorbild von Einfachheit. Die Mode machte sie nicht mit. Nur einmal während der 22 Jahre ihres Lebens in Bethel leistete sie sich einen neuen Hut und einmal einen neuen Mantel. Das war ein Fest für uns alle. Seit mit dem Tode ihrer vier ersten Kinder ihr Kopfhaar sehr spärlich geworden war, trug sie eine höchst kleidsame weiße Rüschenmütze.“

### Krankheit und Tod
Ida litt mit zunehmendem Alter immer stärker an ihrer Gemütskrankheit. Bei Sohn Gustav heißt es dazu: „Ihr an und für sich so heiteres Gemüt konnte hie und da von ganz kleinen Dingen überrannt und in eine Stimmung gebracht werden, die sich auf ihre ganze Seele und damit auch auf unser Haus wie ein Nebel legte. Dann half kein Zureden; der Zustand musste einfach seine Zeit haben. Darunter haben wir Kinder manchmal gelitten, und die Mutter selbst am meisten. War der Zustand der Verstimmung überwunden, dann strahlte die Sonne des Glückes wieder desto heiterer über unserm Haus.“
Ida starb am 5. Dezember 1894 im Alter von 59 Jahren. Die Erregung über den schmerzhaften Tod einer Jugendfreundin, an deren Sterbebett sie drei Tage zubrachte, hatte ihre Gemütskrankheit wieder ausbrechen lassen. Da ihr Nervensystem sichtlich zerrüttet war, wurde sie in die Heil- und Pflegeanstalt Lindenhaus in Brake bei Lemgo gebracht. Dort verschlimmerte sich ihr Zustand schnell und steigerte sich zur Verwirrung der Gedanken. Ihre letzten Worte waren der dreimalige Ruf: „Friedrich“, der Vorname ihres Mannes. Wie dieser später in einem Brief berichtete, „ist sie ganz sanft und ohne jeden Todeskampf hinübergeschlummert“.
Begraben wurde Ida auf dem Alten Friedhof in Bethel in der Grabstätte der Betheler Bodelschwinghs. Die schlichten Kreuze aus schwarzem Marmor gleichen einander, nur die Inschriften sind unterschiedlich. Die Gräber von Ida und Friedrich liegen vorn in der Mitte. Friedrich hat die Beerdigung seiner Frau selbst abgehalten. In seiner Ansprache hob er als Idas besondere Eigenschaft hervor, überall die Wahrheit zu sagen und nicht zu schmeicheln, auch ihm nicht. Er starb erst 1910 und überlebte sie somit um 15 Jahre.
Ida, die Frau an seiner Seite bei dem großen Werk, war nahezu in Vergessenheit geraten. 2002 hat man in einem Neubaugebiet ihres Geburtsortes Uelzen (Unna) den Ida-von-Bodelschwingh-Weg nach ihr benannt.